# 바르바리 해안

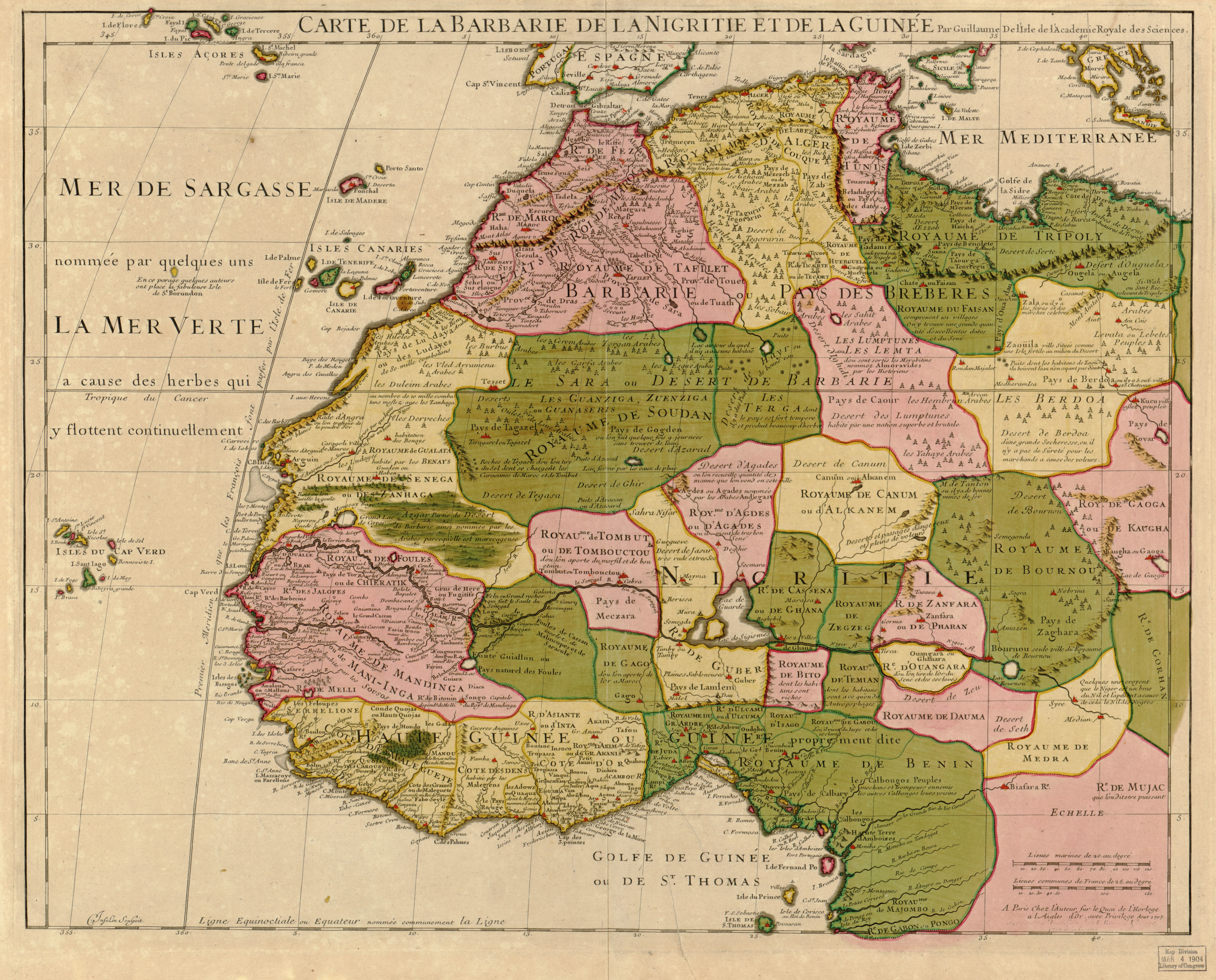
1707년의 북아프리카 지도.

바르바리(Barbary)란 16세기에서 19세기까지 유럽에서 베르베르인들이 살던 지역을 부르던 말이다. 특히 아프리카의 북아프리카의 중서부 해안 - 모로코, 알제리, 튀니지, 리비아의 해안 지역을 말한다.
이 일대는 대항해시대에 바르바리 해적이 활동하던 대표적인 해적 소굴이었으며, 하이레딘 레이스 등의 강대한 해적은 오스만 제국의 제독으로 임명되어 해적왕으로서 위세를 떨쳤다.